# Brzeźne
Brzeźne Jezioro (niem. Berggen See) – jezioro w Polsce, położone w województwie warmińsko-mazurskim, w powiecie ostródzkim, na pograniczu gmin Morąg i Łukta, na północ od wsi Ględy.

## Dane morfometryczne
Według różnych źródeł powierzchnia jeziora wynosi 8,4 lub 9,63 ha. Jezioro jest udostępnione do wędkowania.